# Tjukkelejaure
Tjukkelejaure är en sjö i Vilhelmina kommun i Lappland och ingår i Ångermanälvens huvudavrinningsområde. Sjön har en area på 0,113 kvadratkilometer och ligger 849,2 meter över havet.

## Delavrinningsområde
Tjukkelejaure ingår i det delavrinningsområde (722201-143418) som SMHI kallar för Utloppet av 722202-143568. Medelhöjden är 863 meter över havet och ytan är 10,72 kvadratkilometer. Räknas de 8 avrinningsområdena uppströms in blir den ackumulerade arean 26,89 kvadratkilometer. Stikkenjukke som avvattnar avrinningsområdet har biflödesordning 3, vilket innebär att vattnet flödar genom totalt 3 vattendrag innan det når havet efter 406 kilometer. Avrinningsområdet består mestadels av kalfjäll (99 procent). Avrinningsområdet har 0,11 kvadratkilometer vattenytor vilket ger det en sjöprocent på 1,1 procent.